# داغمار مانزل
داغمار مانزل (بالألمانية: Dagmar Manzel)‏ (و. 1958 – م) هي ممثلة، وممثلة مسرحية، وممثلة أفلام من ألمانيا . ولدت في برلين.

## التعليم
تعلمت في أكاديمية إرنست بوسخ للفنون الدرامية ‏

## روابط خارجية
- داغمار مانزل على موقع IMDb (الإنجليزية)
- داغمار مانزل على موقع مونزينجر (الألمانية)
- داغمار مانزل على موقع ألو سيني (الفرنسية)
- داغمار مانزل على موقع ميوزك برينز (الإنجليزية)
- داغمار مانزل على موقع أول موفي (الإنجليزية)
- داغمار مانزل على موقع قاعدة بيانات الأفلام السويدية (السويدية)
- داغمار مانزل على موقع ديسكوغز (الإنجليزية)
- داغمار مانزل على موقع قاعدة بيانات الفيلم (الإنجليزية)
- داغمار مانزل على موقع كينوبويسك (الروسية)